# Il trillo del diavolo
La Sonata per violino in sol minore, più notoriamente conosciuta come Il trillo del diavolo, è una sonata per violino e basso continuo scritta dal compositore Giuseppe Tartini (1692–1770), famosa per essere tecnicamente molto impegnativa.
Ci sono diverse ipotesi sulla sua datazione: il 1713 se si dà fede al racconto del viaggiatore francese Jérôme Lalande, ma l'analisi dello stile musicale la colloca più verosimilmente negli anni 1740.

## Struttura
La composizione è strutturata in tre movimenti:
- Larghetto affettuoso, in 12/8. È il tema principale della sonata, che rappresenta il tema base sul quale sono costruiti gli altri movimenti. Ha una struttura molto semplice e lineare, salvo per qualche accordo e qualche trillo.
- Allegro, in 2/4. È la prima variazione sul tema del larghetto. Ha una struttura molto più complessa rispetto al precedente movimento: per quanto riguarda il basso, mentre nel primo movimento si limitava a delle cadenze, qui fa anche degli accenni di melodia, mentre il violino per la prima volta in questo brano assume parecchi passaggi virtuosistici.
- Andante-Allegro-Adagio, con alternanza di 2/4 (Allegro) e 4/4 (Andante, Adagio).

## Versioni del pezzo
- La versione più nota del pezzo è la revisione di Fritz Kreisler, che aggiunse fioriture e cadenze alla partitura originale, ma viene eseguito anche lo spartito originale, in cui tali fioriture sono assenti.
- The Duke of Burlington, pseudonimo che nascondeva il maestro Mario Battaini, ne eseguì una reinterpretazione prog rock all'interno dell'album The Duke of Burlington del 1970 intitolata Devil's Trillo.

## Aneddoto sulla nascita della sonata
Secondo un aneddoto, riportato dall'astronomo francese Jérôme Lalande nel libro "Voyage d'un Français en Italie, fait dans les années 1765 et 1766" ("Viaggio di un francese in Italia, fatto negli anni 1765 e 1766"), l'ispirazione che porterà alla nascita della sonata Il trillo del diavolo, deriva da un sogno, fatto in una notte del 1713, descritto così dal compositore:

## Nella cultura di massa

### Fumetti
Nel fumetto italiano Dylan Dog, proprio il Trillo del Diavolo è il brano che l'omonimo protagonista è solito suonare con il suo clarinetto durante il tempo libero (a detta del suo assistente Groucho, con scarsi risultati). Inoltre nel numero 235 "Sonata macabra", una giovane e bella violinista russa esegue l'opera sotto la direzione di un vecchio compositore che vuole perfezionarla al punto di renderla uguale a quella suonata dal diavolo del leggendario sogno di Tartini. Le note della nuova melodia causano però reazioni inspiegabili ai suoi ascoltatori mettendoli a diretto contatto con l'inferno.
Nell'anime Eredi del buio, una delle quattro indagini è ispirata all'aneddoto di Tartini e a questa sonata.

### Letteratura
Il Trillo del diavolo è il leitmotiv del romanzo giallo-rosa sionista di Max Brod "Die Zauberreich der Liebe" (Il regno incantato dell'amore, 1928), dedicato all'amico Franz Kafka.
Il Trillo del diavolo è un romanzo thriller dell'autore italiano Carlo Lucarelli nel quale un giovane violinista trova, nascosti all'interno di uno spartito della sonata del Tartini, una copia dei piani segreti dell'esercito tedesco per l'invasione della Polonia e si improvvisa agente segreto in un'Europa che si appresta a conoscere l'odio nazista e a vedere gli amici trasformarsi in nemici.

### Cinema
Nel film Nocturne uno spartito del Trillo del Diavolo rappresenta uno degli elementi cardine della vicenda narrata.